# Muthaus

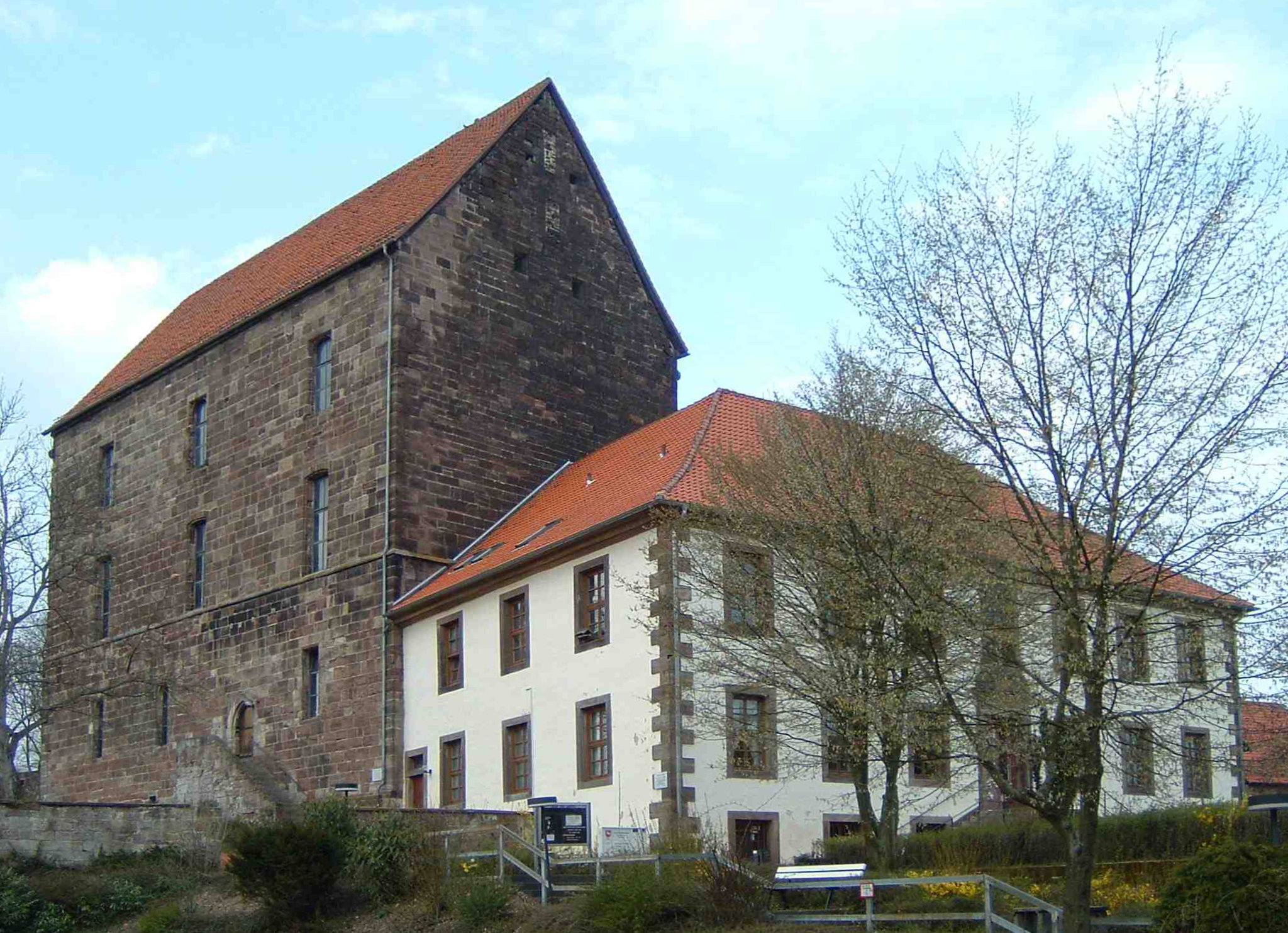
Das Muthaus der Burg Hardegsen mit Amtshaus

Muthaus (auch Mushaus oder Moshaus) ist in Südniedersachsen und Ostwestfalen die regionale Bezeichnung für einen Wohnturm (auch Turmhaus genannt) aus dem Spätmittelalter. Es war damals das Hauptgebäude (der Palas) einer größeren befestigten Burganlage mit Wirtschaftsgebäuden, bisweilen auch einem Bergfried, umgeben von Ringmauern und oft Gräften. Der Name leitet sich vom mittelhochdeutschen Wort muos (= Speise, Mus) ab und weist damit auf den herrschaftlichen Speisesaal hin, der im Muthaus lag. In späteren Jahrhunderten wurden Muthäuser bisweilen als Kornspeicher und Vorratshäuser umgenutzt.

## Beschreibung
In der 4. Auflage (1885–1892) von Meyers Konversationslexikon steht in Bd. 2, S. 652 unter dem Eintrag Burg:

„An die Kemnate stieß das bedeutendste Gebäude der Hofburg, das auch Palas (Saalbau), Mushaus (Waffenhaus) oder hohes Haus genannte Landgrafenhaus, welches teilweise zur Wohnung, hauptsächlich aber zur Hofhaltung diente und daher außer Keller, Küche und Speiseraum in der untern und der zweiten Etage einen großen zu Versammlungen und Festlichkeiten bestimmten, vom Hofraum aus durch eine Freitreppe (Grade) zugänglichen Ritter- und Waffensaal enthielt.“

## Beispiele
In Südniedersachsen und Ostwestfalen sind sechs solche Muthäuser aus dem 14. Jahrhundert erhalten:
1. Mushaus Lindau als einziger Überrest der Burg Lindau in Lindau (Eichsfeld), vermutlicher Baubeginn im Jahr 1322. Die Burg wurde im Dreißigjährigen Krieg zerstört, es blieb nur das Mushaus erhalten.
2. Burg Hardegsen in Hardegsen, erbaut im Jahr 1324. Es ist das älteste weltliche Bauwerk Niedersachsens dieser Größe. Der rechteckige, über 30 Meter hohe Quaderbau ist besonders gut erhalten. Früher bildete es das Haupthaus der Burg Hardeg und etwas später einen Kornspeicher. Heute befindet sich darin ein Veranstaltungszentrum.
3. Burg Beverungen in Beverungen. Die Burg wurde 1332 durch das Fürstentum Paderborn erbaut. 1632 von den Hessen fast völlig zerstört, wurde sie 1650 zum großen Teil wieder aufgebaut. Seit 1986 befindet sich darin das Stuhlmuseum.
4. Burg Lichtenau in Lichtenau
5. Oldenburg in Marienmünster. Das Turmhaus (Stammburg der Grafen von Schwalenberg) stammt aus der 2. Hälfte des 14. Jahrhunderts
6. Burg Dreckburg bei Salzkotten, vermutlich zwischen 1347 und 1357 erbaut.

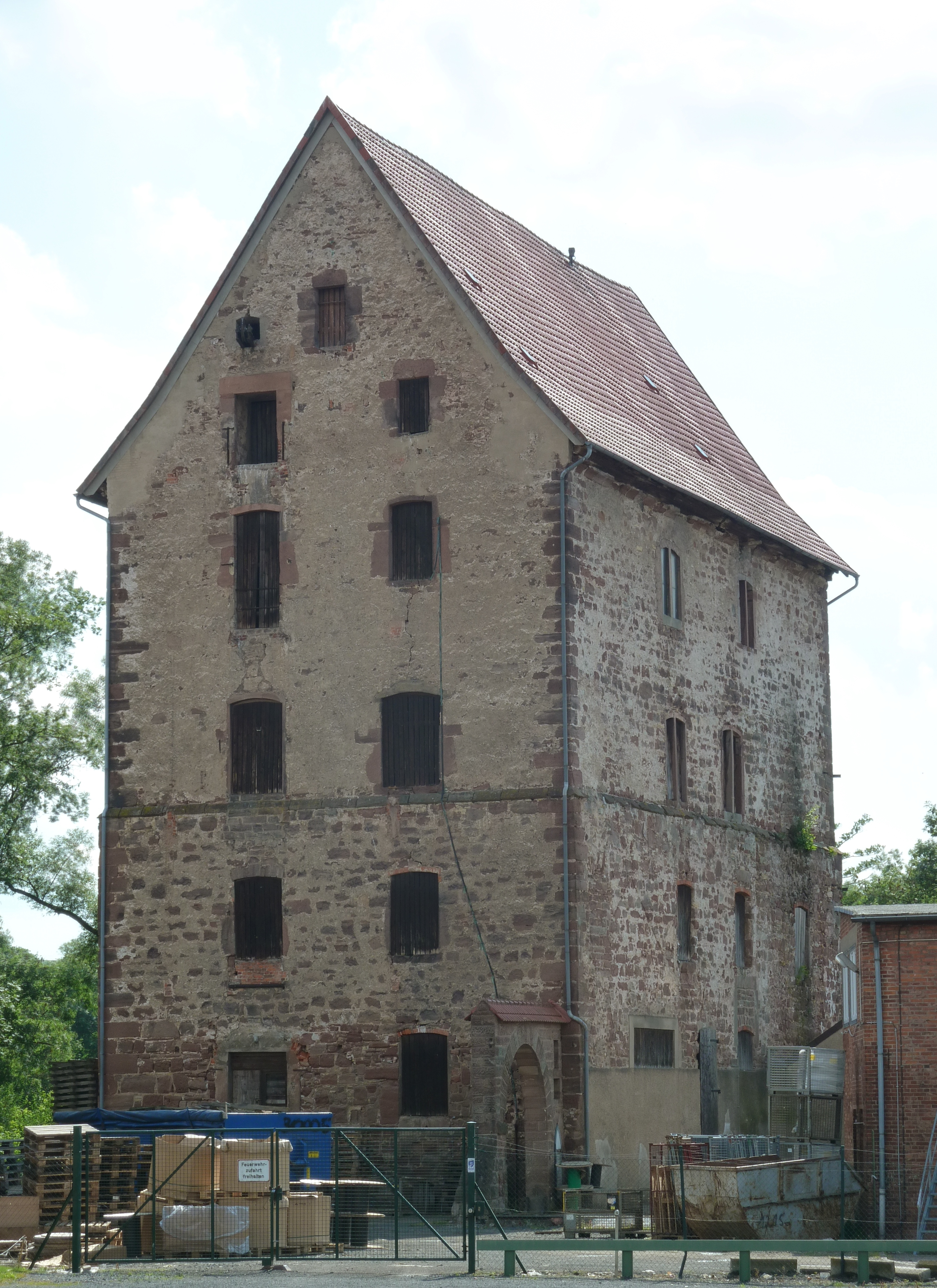
Mushaus Lindau
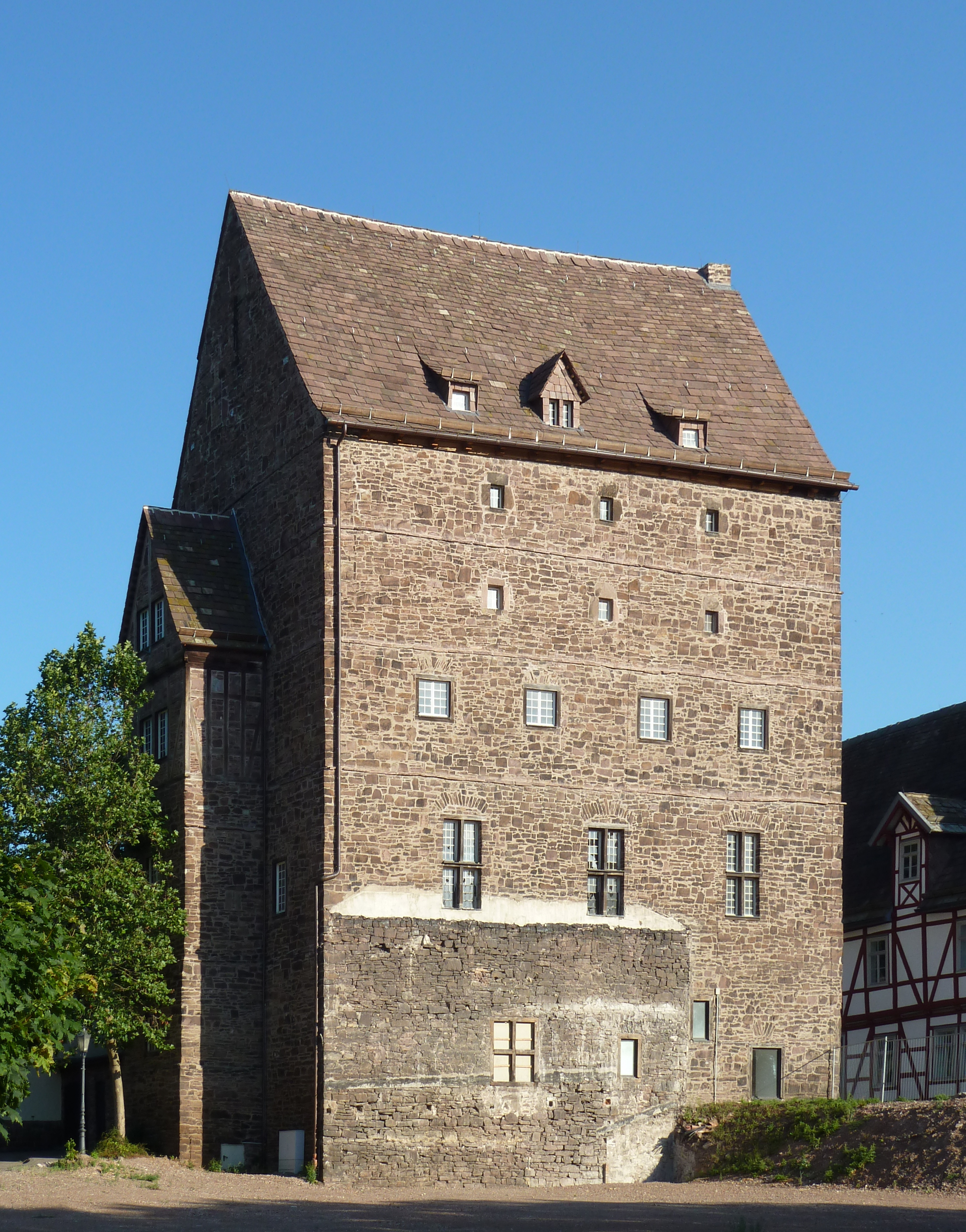
Burg Beverungen
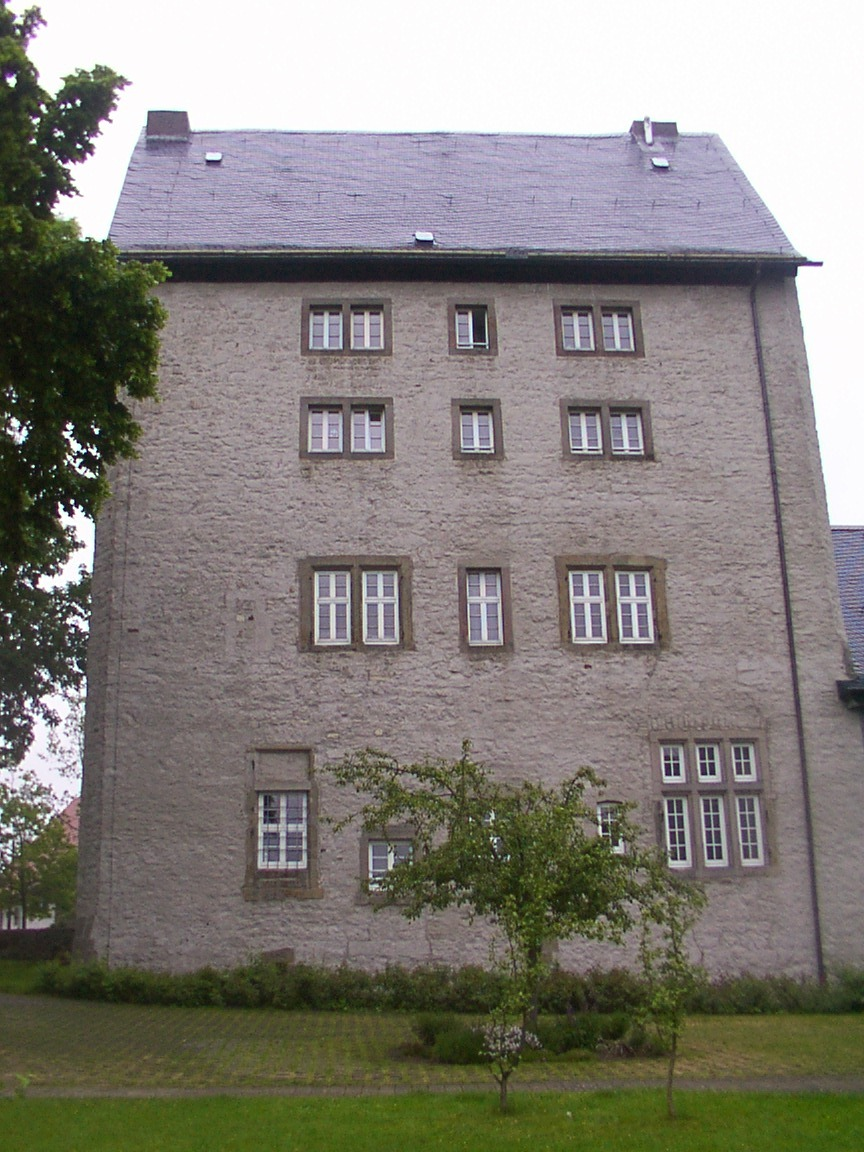
Turmhaus der Burg Lichtenau
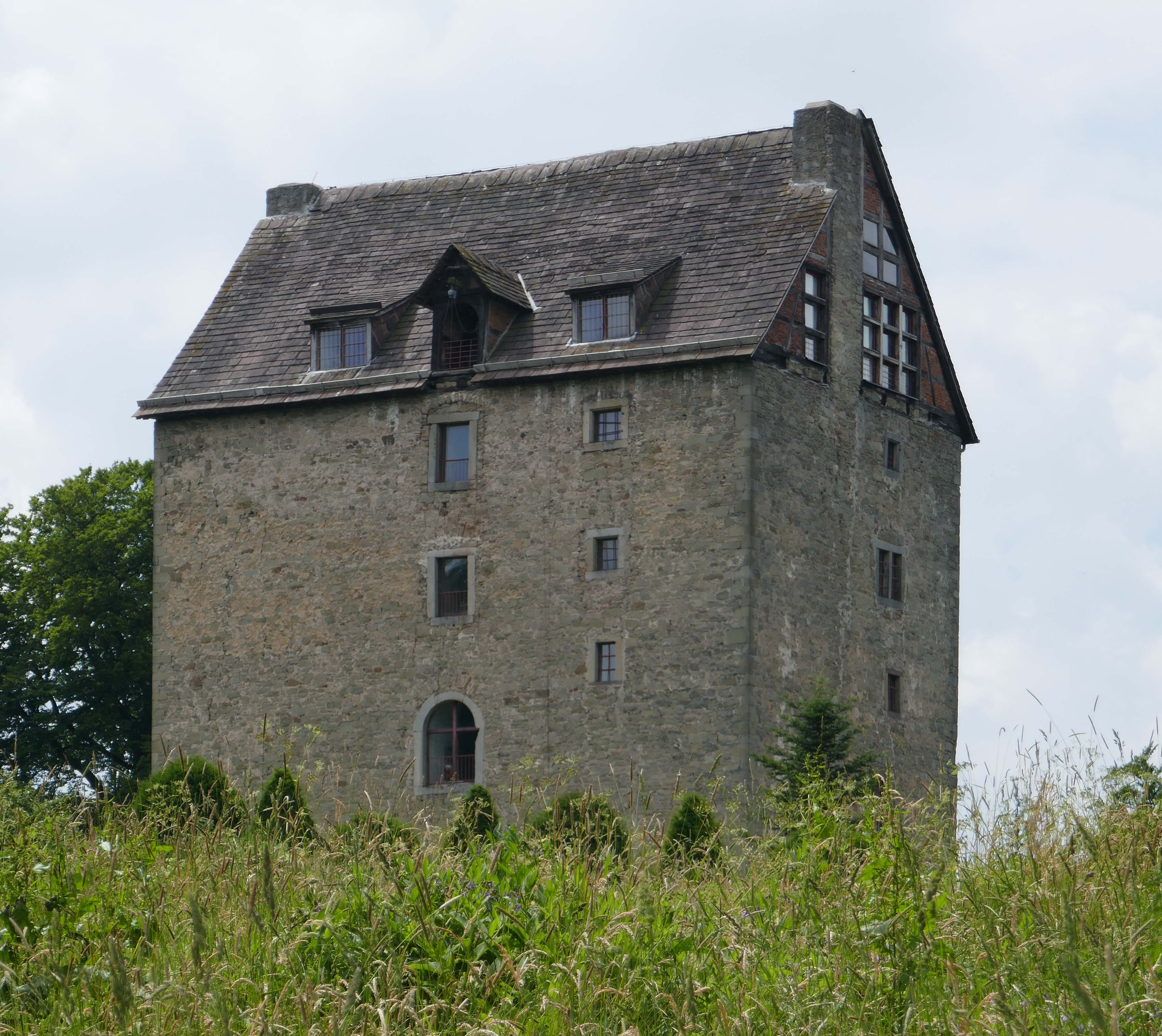
Oldenburg bei Marienmünster
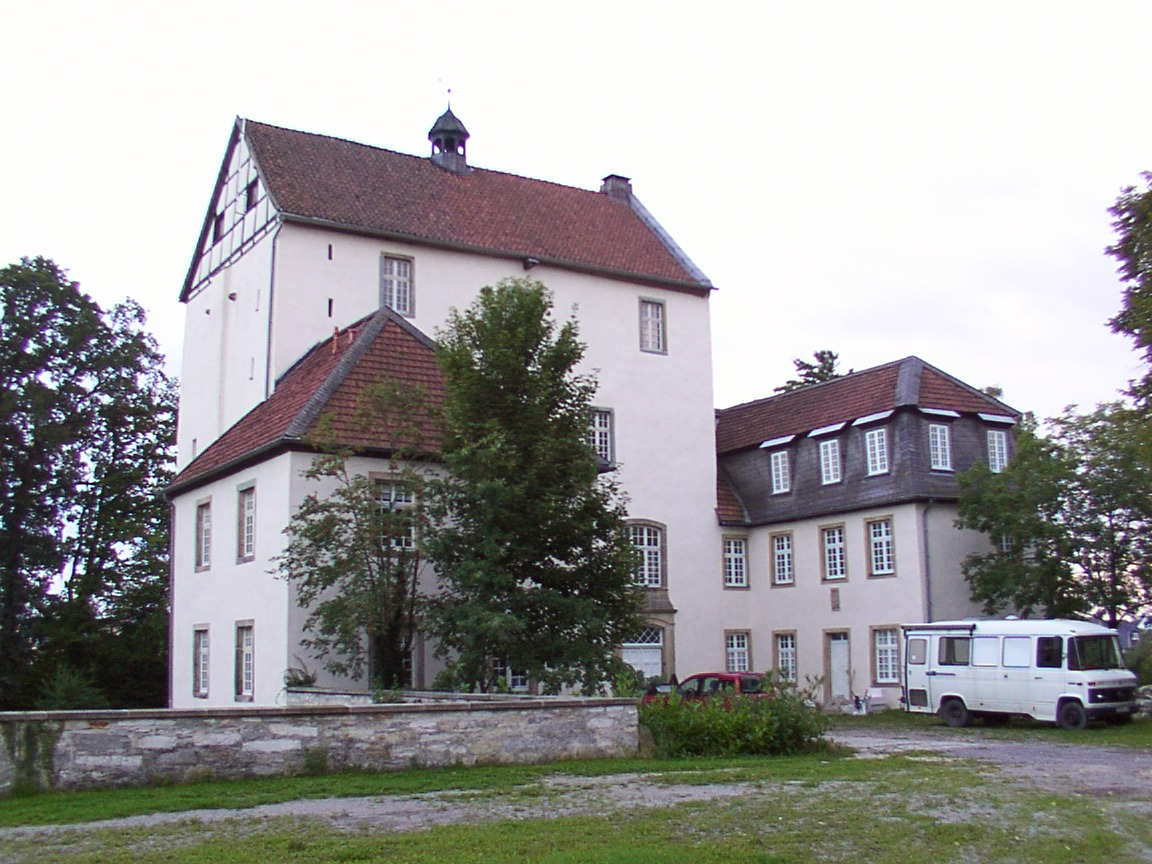
Dreckburg bei Salzkotten
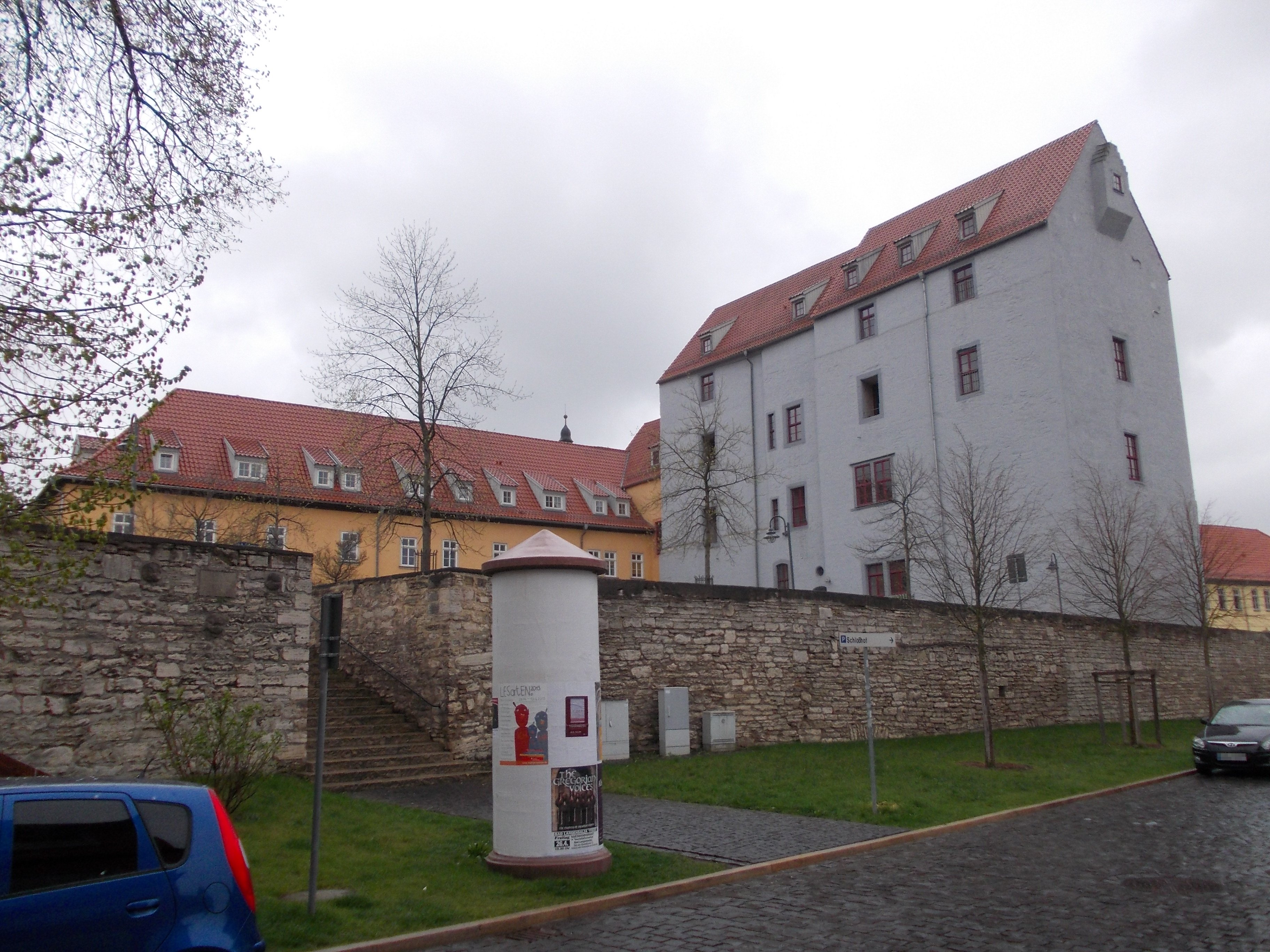
Schloss Dryburg in Bad Langensalza

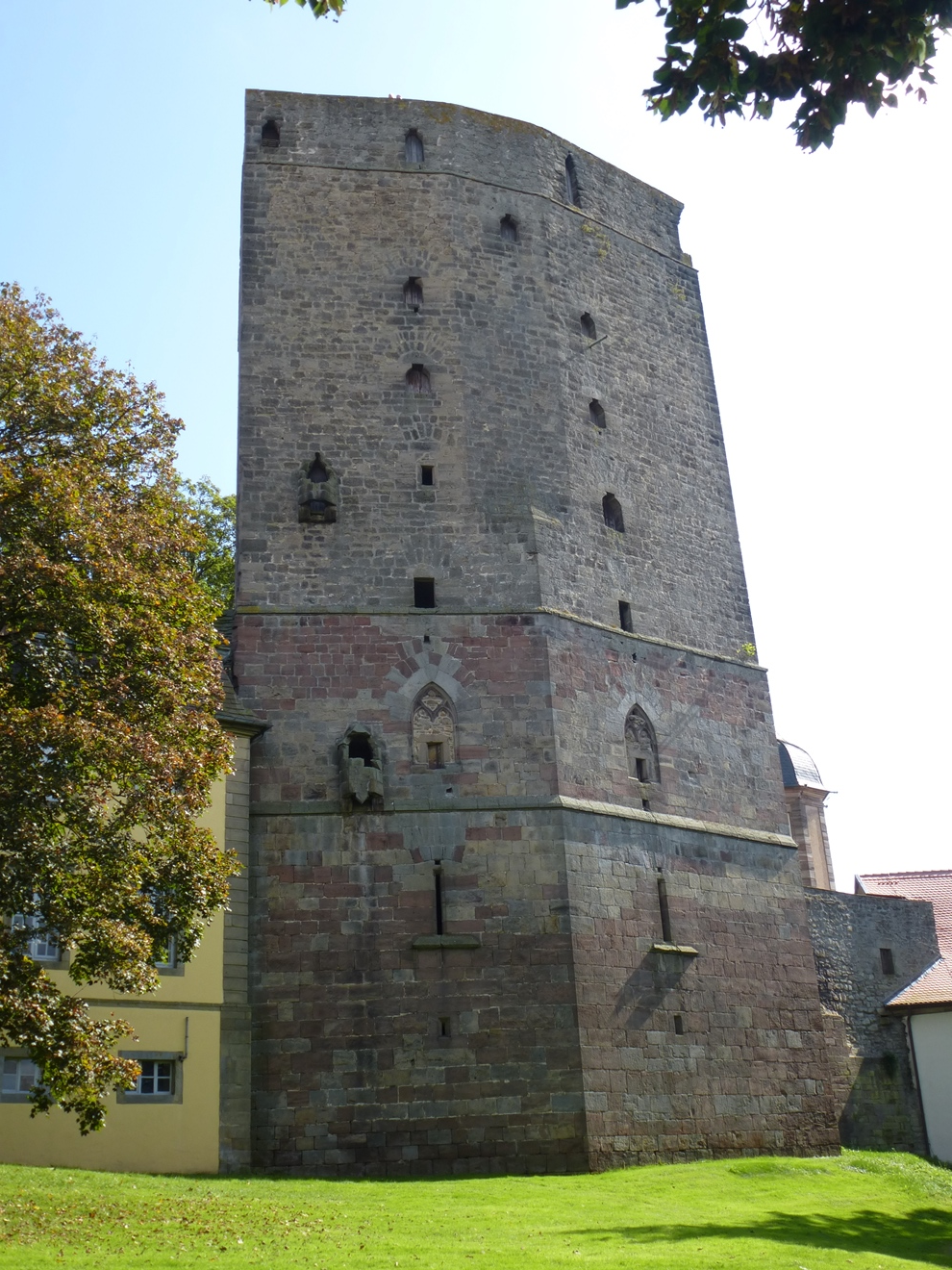
Wohnturm der Burg Adelebsen

In Thüringen ist in Bad Langensalza auf Schloss Dryburg ein Wohnturm in ähnlicher Bauweise erhalten, der bereits um 1250 errichtet wurde. Zu nennen sind auch der Wohnturm der Burg Adelebsen bei Göttingen (ein fünfeckiger Bau) sowie im Raum Hildesheim die beiden Bischofsburgen Marienburg und Burg Steuerwald (mit einem zweiflügligen Palas) sowie Burg Steinbrück.